# جنون الحشود: الجنس والعرق والهوية
جنون الحشود: الجنس والعرق والهوية هو كتاب صدر عام 2019 عن الصحفي والمعلق السياسي البريطاني دوغلاس موراي. تم نشره في سبتمبر 2019.

## الأطروحة
يبحث الكتاب في القضايا الأكثر إثارة للانقسام والجدل في القرن الحادي والعشرين: التوجه الجنسي، والنسوية، والعرق، والتحول الجنسي.

## الإستقبال
أشاد تيم ستانلي في الديلي تلغراف بالكتاب. قالت كاتي لو فيإن أن موراي «تعامل مع موضوع آخر ضروري ومثير بذكاء وشجاعة».